# Neersen (Adelsgeschlecht)

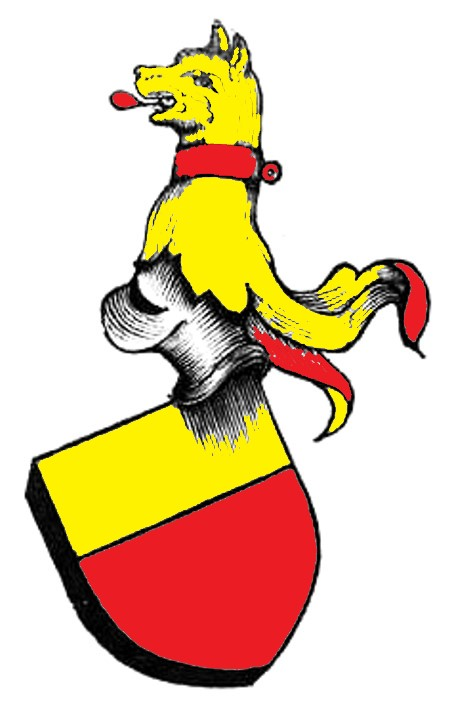
Wappen derer von der Neersen

Die Herren von der Neersen waren ein niederrheinisches Rittergeschlecht mit dem Stammsitz auf Burg Neersen, das ab 1250 urkundlich belegt ist und bis 1487 die Vogteien Neersen, Anrath und Uerdingen innehatte.
In Urkunden findet sich auch die lateinische Schreibweise de Nersa oder de Nyrsa.

## Geschichte
Erstmalige urkundliche Erwähnung findet das Geschlechte mit Heinrich (I.) von der Neersen, der 1250 als Henricus de Nersa in einer Urkunde der Gladbacher Abtei genannt wird. 1263 wird er urkundlich als Vogt von Neersen (vait van der Nersin) genannt.
Alle Stammhalter des Geschlechtes führten den Leitnamen Heinrich, was ihre Unterscheidung in alten Urkunden erschwert. Sie trugen den erblichen Titel eines Vogtes (latinisiert auch Advocatus).
Mit Heinrich (VI.), Erbvogt von der Neersen, starb das Geschlecht um 1487 im Mannesstamm aus. Die Burg Neersen und die dazugehörigen Vogteien erbte dessen Schwager Thonis von Palant, der seine Schwester Agnes von der Neersen († vor 1488)  geheiratet hatte. Deren einzige Tochter Agnes von Palant († 1524) brachte das Erbe schließlich 1502 durch Ehe an Ambrosius von Viermund, der mit ihr eine Neersener Linie des Hauses Viermund begründete.

## Wappen
Blasonierung: Der Schild von Gold und Rot geteilt. Auf dem Helm eine goldene Bracke mit rotem Halsband. Die Helmdecken sind rot-golden.
Ihre Nachfolger als Herren von Neersen aus dem Hause Viermund nahmen dieses Wappen in das ihre auf.

Wappen der Freiherren von Viermund-Neersen (Wappenbuch des Westfälischen Adels 1901)
Wappen der Grafen von Viermund-Neersen (Wappenbuch des Westfälischen Adels 1901)

## Stammliste
1. Heinrich I., um 1250–1279 Vogt von Neersen, ⚭ Agnes
  1. Heinrich II., um 1327 Vogt von Neersen, ⚭ Eva († 7. Mai 1334)
    1. Heinrich III., um 1340–1370 Vogt von Neersen
      1. Heinrich IV. der alte, 1370–1414 Vogt von Neersen, ⚭ I) um 1372 Adelheid von Holzbüttgen, ⚭ II) 1397 Agnes von Homoir (Hoemen)
        1. I) Heinrich V. der junge  († vor 1439), 1402 Burgherr von Holzbüttgen, 1414–1438 Vogt von Neersen, ⚭ I) 1398 Johanna von Hochsteden († vor 1419), ⚭ II) 1419 Jutta von Hüls
          1. I) Heinrich VI. († spätestens 1487), 1438–1487 Vogt von Neersen, ⚭ I) Wilhelmine von Wachtendonk, ⚭ II) Eva Grüters
            1. I) Katharina, ⚭ Lutter von Stammheim zu Berg († 1514)
            2. II) 3 Töchter

          2. I) Johann (1422 belegt, † vor 1468), Amtmann von Kempen, 1456 Pfandherr von Oedt
          3. II) Agnes († vor 1488), ⚭ um 1476 Thonis von Palant, 1487 Vogt von Neersen
            1. Agnes von Palant († 1524), ⚭ 1499 Ambrosius von Viermund, 1502 Vogt von Neersen

        2. II) Kunigunde, ⚭ vor 1417 Johann von Baerle
        3. II) Adelheid (* 1403; † nach 1452), ⚭ Friedrich von der Leiten († vor 1452)

      2. Friedrich (* vor 1352; † nach 1393), ab 1393 Herr von Haus Neuerberg

    2. Greta, 1334 Nonne in Neuwerk
    3. Aleidis, 1334 Nonne in Neuwerk
    4. Conrad, 1357 Mönch in Gladbach

  2. Arnold (* vor 1279; † nach 1318), klevischer Vasall, später Prior von Gladbach